# LP1 (álbum de FKA Twigs)
LP1 es el primer álbum de estudio de la cantante y compositora británica FKA Twigs. Fue lanzado el 6 de agosto de 2014 a través de Young Turks. La producción del álbum está a cargo de la propia FKA Twigs, Emile Haynie, Arca, Cy An, Devonté Hynes, Clams Casino, Paul Epworth, Sampha y Tic.
Tras su lanzamiento, LP1 fue aclamado por la crítica musical. El álbum cuenta con tres sencillos: «Two Weeks», «Pendulum» y «Video Girl». El álbum fue nominado al Premio Mercury en el 2014 y al Mejor diseño de embalaje en la 57.ª entrega de los Premios Grammy.

## Antecedentes
FKA Twigs (entonces conocida simplemente como Twigs) autopublicó su primer extended play (EP), EP1, en Bandcamp el 4 de diciembre de 2012. Ella publicó un video para cada canción en su canal de YouTube.
El segundo EP de Twigs, EP2, fue lanzado a través de Young Turks el 17 de septiembre de 2013. Todas las canciones escritas y compuestas por FKA twigs y Arca. Pitchfork Media le dio a EP2 una calificación de 8/10. En diciembre, twigs fue nominada por la BBC en Sound of... un sondeo anual de críticos y figuras de la industria de la música cuyo objetivo es la búsqueda del talento musical más promisorio, también fue elegida por Spotify para su lista Spotlight en 2014. Más tarde, FKA twigs fue presentada en 14 Artists to Watch in 2014 de Billboard.

## Sencillos
El primer sencillo de LP1, "Two Weeks", fue lanzado el 24 de junio de 2014, como descarga digital, también como sencillo en formato de 12" pulgadas, acompañada con la canción "Pendulum" como lado B. El video musical fue dirigido por Nabil Elderkin y se estrenó el 24 de junio de 2014.
"Pendulum" fue lanzado digitalmente como segundo sencillo del álbum el 30 de julio de 2014, también como sencillo en formato de 12" pulgadas, acompañada con la canción "Two Weeks" como lado A.
El video musical de la canción fue dirigido por Paula Harrowing. Una imagen del video se dio a conocer el 29 de julio de 2014, que muestra a FKA twigs suspendida desde el techo colgada de su propio cabello.
El tercer sencillo del álbum, "Video Girl", fue enviado a Contemporary hit Radio en el Reino Unido el 13 de octubre de 2014. El video musical fue dirigido por Kahlil Joseph y se estrenó el 29 de octubre de 2014. El video en blanco y negro muestra a FKA twigs bailando por un prisionero condenado a muerte, y cuenta con un cameo del rapero Travis Scott.

## Recepción de la crítica
LP1 recibido comentarios favorables de los críticos de música. En Metacritic, que asigna una calificación de media ponderada de 100 a los comentarios de los críticos principales, el álbum recibió una puntuación media de 86, basadas en 38 críticas, lo cual indica "la aclamación universal".
Miles Raymer de Entertainment Weekly afirmó: "Una especie singular de diva que ella misma afirma sutilmente, canta con un susurro que a menudo amenaza para mezclarse con los instrumentos detrás de él. Pero ella ejerce una suficiente cantidad de atracción magnética para atraer a los oyentes en un territorio difícil"
Kyle Fowle de The A.V. Club elogió FKA twigs porque "logra elaborar una estética coherente que se basa en la música R&B y electrónica mientras que también al mismo tiempo queda inventiva", concluyendo, "Pocos debuts poseen ese control y la ambición, todo en uno;  LP1  es el álbum raro que se las arregla para sonar, es completamente futurista.
Heather Phares de AllMusic señaló el álbum contiene "un sonido más exuberante que es más accesible y más abiertamente al R&B que trabajos anteriores de FKA Twigs pero mantiene su sensualidad etérea", agregando que, "La música de FKA Twigs ya estaba tan plenamente realizada que LP1 en realidad no puede ser llamado Barnett; más bien, su música se ha tendido a día desde el 'Water Me', y ahora es floreciente."
Jonathan Zwickel de Spin describe el álbum como "cosas poco convencionales, elemental y extraterrestre similar a las drogas" y opinó: "En su incandescencia amenazante  LP1  suena como nada más en el mundo ahora mismo.
Philip Sherburne de Pitchfork Media alabó  LP1  como una "gran álbum" y un "debut monumental" mientras escribía que "FKA twigs no es un letrista magistral, al menos no todavía; algunas de sus coplas se sienten torpes como si se estuviera sujetando en la oscuridad durante rimas y dar con los objetos cercanos a la mano [...] Pero cuando ella se pone a cero en la esencia de una cosa, ella golpea duro".

### Reconocimientos
El 19 de agosto de 2014, LP1 se incluyó a  en el número ochenta y siete en la lista de Pitchfork Media de Los 100 mejores álbumes de la década hasta ahora. El álbum fue nominado para el Premio Mercury 2014. También está nominado al Mejor diseño de embalaje en la ceremonia de los Premios Grammy de 2015 que se llevará a cabo el 8 de febrero de 2015.
| Publicación          | Posición       | Lista                          |
| -------------------- | -------------- | ------------------------------ |
| The A.V. Club        | 6              | The 20 Best Albums of 2014     |
| Clash                | 1              | Top 40 Albums of 2014          |
| CMJ                  | 2              | The 30 Best Albums Of 2014     |
| Complex              | 10             | The 50 Best Albums of 2014     |
| Cosmopolitan         | 18             | The 20 Best Albums of 2014     |
| The Daily Telegraph  | 17             | Best 50 Albums of 2014         |
| Drowned in Sound     | 15             | 50 Favourite Albums of 2014    |
| Entertainment Weekly | 9              | 10 Best Albums of 2014         |
| Fact                 | 16             | The 50 Best Albums of 2014     |
| The Guardian         | 3              | The Best Albums of 2014        |
| The Huffington Post  | Sin clasificar | The 23 Best Albums of 2014     |
| Mojo                 | 9              | 50 Best Albums of 2014         |
| musicOMH             | 5              | Top 100 Albums of 2014         |
| NME                  | 21             | Top 50 Albums of 2014          |
| Paste                | 35             | The 50 Best Albums of 2014     |
| Pitchfork Media      | 2              | The 50 Best Albums of 2014     |
| PopMatters           | 8              | The 80 Best Albums of 2014     |
| Q                    | 8              | Top 50 Albums of 2014          |
| The Quietus          | 11             | Albums of the Year 2014        |
| Rolling Stone        | 16             | 50 Best Albums of 2014         |
| Slant Magazine       | 7              | The 25 Best Albums of 2014     |
| Spin                 | 21             | The 50 Best Albums of 2014     |
| Stereogum            | 9              | The 50 Best Albums of 2014     |
| Time                 | 1              | Top 10 Best Albums of 2014     |
| Time Out London      | 7              | The 30 Best Albums of 2014     |
| Uncut                | 4              | The Top 75 Albums of the Year  |
| Under the Radar      | 13             | Top 140 Albums of 2014         |
| Vulture              | 15             | The 32 Best Pop Albums of 2014 |

## Rendimiento comercial
LP1  debutó en el número dieciséis en la lista musical UK Albums Chart (Reino Unido), vendiendo 4.051 copias en su primera semana. En los Estados Unidos, el álbum debutó en la posición treinta en el conteo Billboard 200 cosechando en su primera semana de ventas 10.370 copias.

## Posicionamiento en listas
| Alemania          | German Albums Chart            | 50  |
| Australia         | Australian Albums Chart        | 34  |
| Austria           | Austrian Albums Chart          | 42  |
| Bélgica (Flandes) | Ultratop 50                    | 16  |
| Bélgica (Valonia) | Ultratop 40                    | 46  |
| Dinamarca         | Danish Albums Chart            | 14  |
| Escocia           | Scottish Albums Chart          | 34  |
| Estados Unidos    | Billboard 200                  | 30  |
| Estados Unidos    | Dance/Electronic Albums        | 1   |
| Estados Unidos    | Independent Albums             | 3   |
| Francia           | SNEP Albums Chart              | 94  |
| Irlanda           | Irish Albums Chart             | 33  |
| Irlanda           | Irish Independent Albums Chart | 6   |
| Japón             | Oricon Albums Chart            | 109 |
| Nueva Zelanda     | New Zealand Albums Chart       | 38  |
| Países Bajos      | Dutch Albums Top 100           | 60  |
| Reino Unido       | UK Albums Chart                | 16  |
| Reino Unido       | UK Indie Albums Chart          | 1   |
| Suiza             | Swiss Albums Chart             | 43  |
| 2015              |                                |     |
| Australia         | Australian Albums Chart        | 30  |

### Sucesión en listas
| Anterior: «Long Road Home» de Charlie Simpson | UK Indie Albums Chart — Sencillo Nro 1 23 de agosto de 2014 — 30 de agosto de 2014 | Siguiente: «Concrete Love» de The Courteeners |